# Scepocarpus obovatus
Scepocarpus obovatus is een plantensoort uit de brandnetelfamilie (Urticaceae). Het is een fiks stekelige struik die slechts 1,2 tot 1,8 meter hoog kan worden wanneer hij groeit in meer open gebieden op de grond. Vaker groeit de struik als een klimplant of epifyt. Hij groeit dan omhoog langs de stammen van bomen en hecht zich vast door middel van onvoorziene wortels met stekelige uitsteeksels. Onder zulke omstandigheden kan hij in het bladerdak klimmen en stengels tot 30 meter lang produceren.
De soort komt voor in tropisch West-Afrika, van Sierra Leone tot in Benin. Hij groeit in vochtige laaglandregenwouden en meer open gebieden met secundaire begroeiing, op hoogtes van 475 tot 900 meter. De struik groeit ook vaak in moerassige gebieden met soorten als Pteris togoensis, Enneastemon barteri en Nervilia sp..
De plant wordt uit het wild geoogst voor lokaal gebruik als voedsel, voor medicijnen en als bron van vezels. De bladeren worden gekookt en kunnen gegeten worden als spinazie of toegevoegd worden aan soepen. Een afkooksel van de bladeren wordt gebruikt om dysenterie te behandelen en als afrodisiacum. Verder wordt uit de schors een vezel gewonnen.

## Synoniemen
- Urera obovata Benth.

... · 
Boehmeria · 
Cecropia · 
Coussapoa · 
Dendrocnide · 
Elatostema · 
Parietaria · 
Pilea · 
Soleirolia · 
Urtica (Brandnetel) · 
...